# Paraphytus harmandi
Paraphytus harmandi là một loài bọ cánh cứng trong họ Bọ hung (Scarabaeidae).